# John Abraham
John Abraham (Bombay, 17 december 1972) is een Indiase acteur en model. Hij treedt regelmatig op in Bollywood.

## Levensloop
Abraham is een van de succesvolste mannelijke modellen in India. Zijn vader is een architect uit Alwaye, Kerala. Zijn moeder, Phiroza Irani, maakt deel uit van de Parsi-gemeenschap in Mumbai. Zijn zoroastrische naam is “Farhan”. Zijn katholieke vader heeft hem John genoemd en voegde daar de naam Abraham aan toe uit respect voor de Bijbel. Hij is zelf echter ongelovig en heeft een broer genaamd Alan. Abraham bezocht eerst de Bombay Scottish School en daarna het Jai Hind College. Hij heeft een MBA-diploma behaald.

## Carrière
Abraham begon zijn carrière als model bij Levi, waarna hij een intrede deed in de filmindustrie van India, Bollywood. Zijn debuutfilm was Jism, die het redelijk goed deed. Heden ten dage heeft hij meer dan veertig films op zijn naam staan, waaronder Kaal en Dhoom.

## Films
1. Tehran (2025) - Rajeev Kumar
2. The Diplomat (2025) - J.P. Singh
3. Vedaa (2024) - Abhimanyu Kanwar
4. Woh Bhi Din The (2024) - Rahul Sinha
5. Pathaan (2023) - Jim
6. Ek Villain Returns (2022) - Bhairav Purohit
7. Attack (2022) - Arjun Shergill
8. Satyameva Jayate 2 (2021) - Dadasaheb Balram Azad / Satya Balram Azad / agent Jay Balram Azad
9. Attack (2021) - Neil Anand
10. Sardar Ka Grandson (2021) - Gursher Singh
11. Mumbai Saga (2021) - Amartya Rao
12. Pagalpanti (2019) - Raj Kishore
13. Batla House (2019) - ACP Sanjay Kumar
14. Romeo Akbar Walter (2019) - Romeo Ali / Akbar Malik / Walter Khan
15. Satyameva Jayate (2018) - Virendra Rathod
16. Parmanu: The Story of Pokhran (2018) - Ashwat Raina
17. Force 2 (2016) - ACP Yashvardhan Singh
18. Dishoom (2016) - Kabir Shergill
19. Rocky Handsome (2016) - Kabir Ahlawat / Rocky / Handsome
20. Wazir (2016) - SP Vijay Mallik
21. Welcome back (2015) - Ajay Barsi / Ajju Bhai
22. Dostana 2 (2014) - Kunal
23. Madras Cafe (2013) - Vikram Singh
24. Shootout at Wadala (2013) - Manya Surve
25. I, Me, aur Main (2013) - Ishaan Sabharwal
26. Race 2 (2013) - Armaan Mallik
27. Vicky Donor (2012) - Gastoptreden
28. Housefull 2 (2012) - Max
29. Desi Boyz (2011) - Nick Mathur / "Hunter"
30. Force (2011) - ACP Yashvardhan
31. Mere Brother Ki Dulhan (2011) - Gastoptreden
32. 7 Khoon Maaf (2011) - Jimmy Stetson
33. Jhootha Hi Sahi (2010) - Sid
34. Aashayein (2010) - Rahul Sharma
35. New York (2009) - Samir 'Sam' Shaikh
36. Little Zizou (2009) - Gastoptreden
37. Luck by Chance (2009) - Gastoptreden
38. Dostana (2008) - Kunal
39. Dhan Dhana Dhan Goal (2007) - Sunny Bhasin
40. No Smoking (2007) - K
41. Hattrick (2007) - Gastoptreden
42. Salaam E Ishq: A Tribute to Love (2007) - Ashutosh
43. Kamagata Maru (2007)
44. Is Pyaar Ko Kya Naam Doon (2006)
45. Baabul (2006) - Rajat
46. Kabul Express (2006) - Suhel Khan
47. Kabhi Alvida Naa Kehna (2006) - Dj in een club
48. Taxi Number 9211 (2006) - Jai Mittal
49. Zinda (2006) - Rohit Chopra
50. Shikhar (2005)
51. Garam Masala (2005) - Shyam "Sam"
52. Water (2005) - Narayan
53. Viruddh... Family Comes First (2005) - Amar V. Patwardhan
54. Kaal (2005) - Krish Thapar
55. Karam (2005) - John
56. Elaan (2005) - Abhimanyu
57. Madhoshi (2004) - Aman
58. Dhoom (2004) - Kabir
59. Aetbaar (2004) - Aryan Trivedi
60. Lakeer - Forbidden Lines (2004) - Saahil
61. Paap (2003) - Shiven
62. Saaya (2003) - Dr. Akash "Akki" Bhatnagar
63. Jism (2003) - Kabir Lal